# Tarentola angustimentalis
La tarantola delle Canarie orientali (Tarentola angustimentalis Steindachner, 1891) è un piccolo sauro appartenente alla famiglia Phyllodactylidae, endemico delle Isole Canarie.

## Descrizione
T. angustimentalis presenta una sagoma piuttosto tozza e schiacciata. Misura dai 6,4 cm, per gli esemplari femmina, ai 7,7 cm, nel caso dei maschi, esclusa la coda, la cui lunghezza supera quella del corpo. La fronte ed il "viso" sono relativamente larghi. Il bordo anteriore dell'orecchio non presenta seghettatura. La parte periferica del dorso è ricoperta di tubercoli, mentre la parte centrale è dotata di una o più creste allineate.
Il dorso, di colore grigio, è attraversato longitudinalmente da una linea più chiara, e trasversalmente da una serie di strisce più scure. Il colore degli occhi varia dal dorato al marrone.
Le femmine si differenziano dai maschi, oltre che per dimensioni e stazza, per la presenza di piccoli artigli retrattili situati sul primo, secondo e quinto dito.

## Biologia

### Comportamento
È una specie prevalentemente notturna, sebbene sia possibile osservarla occasionalmente anche nelle giornate soleggiate. Come tutti gli animali a sangue freddo, sfrutta infatti il calore del sole per regolare la temperatura del proprio corpo.
Interagisce con i suoi simili emettendo dei piccoli richiami; la comunicazione vocale sembra, infatti, essere il mezzo di comunicazione principale, soprattutto nel periodo dell'accoppiamento.

### Alimentazione
È una specie insettivora e la sua dieta comprende coleotteri, imenotteri, diplopodi e ragni.

### Riproduzione
Si riproduce, probabilmente, due volte l'anno e la femmina dovrebbe deporre 1-2 uova, secondo alcune fonti. La temperatura esterna può influire sul periodo di incubazione e sul sesso dell'embrione. I piccoli misurano circa 2,5 cm, coda esclusa, che misura, in media, 2,2 cm. Pesano circa 375 mg.
In cattività, vivono circa 17 anni, come è stato osservato.

### Predatori
È spesso preda di gatti, barbagianni e occhioni.

## Distribuzione e habitat
T. angustimentalis è endemica delle Isole Canarie orientali. Il suo areale include zone rocciose, muri, aree dunali, campi coltivati e abitazioni. È segnalata dal livello del mare fino a 800 metri di altezza.

## Tassonomia
Considerata, inizialmente, una sottospecie di T. mauritanica, venne poi classificata come una specie a sé.

## Conservazione
La densità della popolazione è molto elevata e non sembrano esservi particolari minacce, motivo per il quale la IUCN Red List la considera una specie a rischio minimo (Least Concern). Parte della popolazione vive in aree protette.
T. angustimentalis è inserita nell'Allegato IV della Direttiva Habitat.